# Derek Rowen

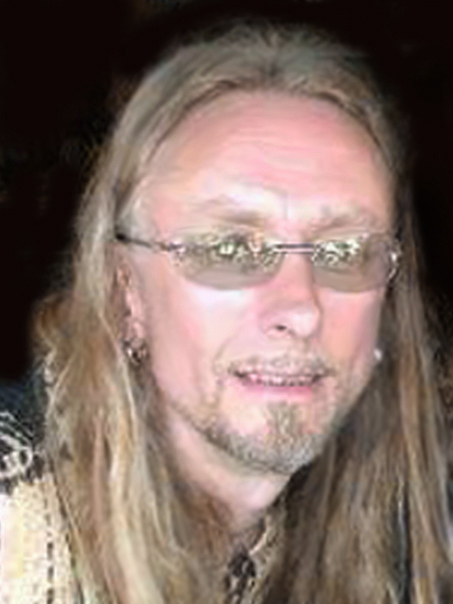
Derek Rowen

Derek Rowen (Dublin, 13 mei 1959), beter bekend onder het pseudoniem "Guggi", is een Ierse muzikant en schilder. Hij is een van de oprichters van de voormalige postpunkband The Virgin Prunes.
Rowen kwam als tweede van de in totaal zeven kinderen ter wereld. Hij richtte in 1976 de avant-garde groep The Virgin Prunes op samen met Gavin Friday. In 1984 verliet hij de band om zich fulltime op het schilderen te concentreren. Hij had zijn eerste solo-tentoonstelling in 1990 in de Kerlin-gallery in Dublin. Hij woont en werkt in Dublin met zijn vrouw en 5 zonen.
- Gemeinsame Normdatei: 1099467616
- Library of Congress Control Number: no2012116505
- Virtual International Authority File: 253742619
- WorldCat: E39PBJwxHrfVX8RQJqvXhGqWjC